# مارسيل أليكساندر برتراند
مارسيل أليكساندر برتراند (بالفرنسية: Marcel Alexandre Bertrand)‏ هو بروفيسور وجيولوجي فرنسي، ولد في 2 يوليو 1847 في باريس في فرنسا، وتوفي بنفس المكان في 13 فبراير 1907.

## وصلات خارجية
- مارسيل برتراند على موقع الموسوعة البريطانية (الإنجليزية)